# Liste der Kulturdenkmale in Löschau

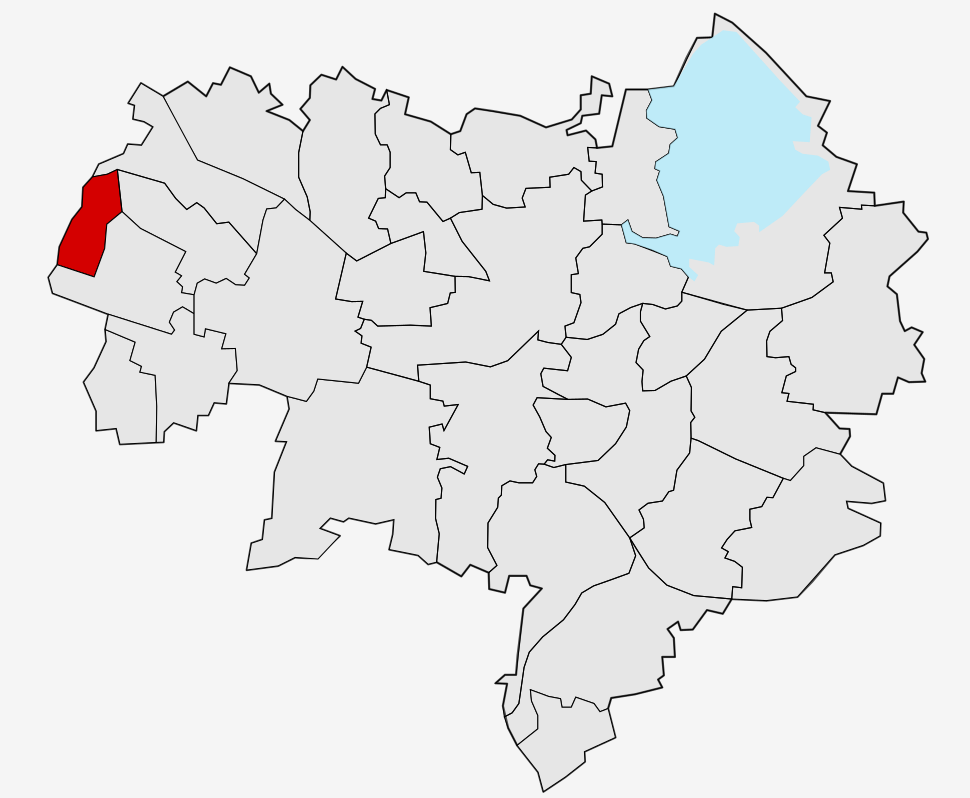
Lage des Ortsteils Löschau in Bautzen

In der Liste der Kulturdenkmale in Löschau sind die Kulturdenkmale des Bautzener Ortsteils Löschau  verzeichnet, die bis März 2018 vom Landesamt für Denkmalpflege Sachsen erfasst wurden (ohne archäologische Kulturdenkmale). Die Anmerkungen sind zu beachten.

## Liste der Kulturdenkmale in Löschau
| Bild                                    | Bezeichnung                                                  | Lage                                                        | Datierung                         | Beschreibung | ID       |
| --------------------------------------- | ------------------------------------------------------------ | ----------------------------------------------------------- | --------------------------------- | --- | -------- |
|                                         | Wegesäule                                                    | Löschau, am Ortseingang (Kreuzung Löschau/Bolbritz) (Karte) | 19. Jahrhundert                   | Quadratische Granitsäule mit schlankem Schaft und einem hohen, etwas breiteren Kopf mit flachpyramidalem Abschluss; vermutlich aus dem 19. Jahrhundert, ursprünglich vorhandene Inschriften sind nicht mehr erkennbar. Wegesäule als Zeugnis der verkehrstechnischen Erschließung des ländlichen Raumes von orts- und verkehrsgeschichtlicher Bedeutung. | 09252290 |
|                                         | Wohnstallhaus                                                | Löschau 3 (Karte)                                           | 1. Hälfte 19. Jahrhundert         | Baugeschichtlich von Bedeutung, Fachwerk-Obergeschoss und Giebel verbrettert, mit Lehm ausgefacht, originale Fenster und -größen, einfache Biberschwanzdeckung | 09252291 |
| Direkt Bild zu diesem Denkmal hochladen | Wohnstallhaus und Scheune sowie Granitsäulen der Einfriedung | Löschau 6 (Karte)                                           | 2. Hälfte 19. Jahrhundert         | Weitgehend authentisch erhaltenes Gehöft mit baugeschichtlicher Bedeutung. Wohnstallhaus Obergeschoss Fachwerk, verbrettert; holzverbretterte Scheune, rechtwinklig zum Wohnstallhaus platziert, mit originalen Bohlenwänden und Tenne; Einfriedung bestehend aus Granit-Durchstecksäulen und hölzernen Zaunfeldern.                                     | 09304816 |
|                                         | Wohnstallhaus und Torbogen eines Vierseithofes               | Löschau 10a (Karte)                                         | Bezeichnet mit 1844 (im Torbogen) | Exponierte Lage, Torbogen bezeichnet mit 1844, baugeschichtlich und straßenbildprägend von Bedeutung. Torbogen ist Einzeldenkmal. | 09302905 |
|                                         | Wegesäule                                                    | (an der S100, südlich von Löschau, Flurstück 80) (Karte)    | 19. Jahrhundert                   | Granitsäule am Kreisverkehr der S100; verkehrsgeschichtliche Bedeutung | 09306563 |

## Tabellenlegende
- Bild: Bild des Kulturdenkmals, ggf. zusätzlich mit einem Link zu weiteren Fotos des Kulturdenkmals im Medienarchiv Wikimedia Commons. Wenn man auf das Kamerasymbol klickt, können Fotos zu Kulturdenkmalen aus dieser Liste hochgeladen werden:
- Bezeichnung: Denkmalgeschützte Objekte und ggf. Bauwerksname des Kulturdenkmals
- Lage: Straßenname und Hausnummer oder Flurstücknummer des Kulturdenkmals. Die Grundsortierung der Liste erfolgt nach dieser Adresse. Der Link (Karte) führt zu verschiedenen Kartendiensten mit der Position des Kulturdenkmals. Fehlt dieser Link, wurden die Koordinaten noch nicht eingetragen. Sind diese bekannt, können sie über ein Tool mit einer Kartenansicht einfach nachgetragen werden. In dieser Kartenansicht sind Kulturdenkmale ohne Koordinaten mit einem roten bzw. orangen Marker dargestellt und können durch Verschieben auf die richtige Position in der Karte mit Koordinaten versehen werden. Kulturdenkmale ohne Bild sind an einem blauen bzw. roten Marker erkennbar.
- Datierung: Baubeginn, Fertigstellung, Datum der Erstnennung oder grobe zeitliche Einordnung entsprechend des Eintrags in der sächsischen Denkmaldatenbank
- Beschreibung: Kurzcharakteristik des Kulturdenkmals entsprechend des Eintrags in der sächsischen Denkmaldatenbank, ggf. ergänzt durch die dort nur selten veröffentlichten Erfassungstexte oder zusätzliche Informationen
- ID: Vom Landesamt für Denkmalpflege Sachsen vergebene, das Kulturdenkmal eindeutig identifizierende Objekt-Nummer. Der Link führt zum PDF-Denkmaldokument des Landesamtes für Denkmalpflege Sachsen. Bei ehemaligen Kulturdenkmalen können die Objektnummern unbekannt sein und deshalb fehlen bzw. die Links von aus der Datenbank entfernten Objektnummern ins Leere führen. Ein ggf. vorhandenes Icon  führt zu den Angaben des Kulturdenkmals bei Wikidata.